# Frauenhain (Röderaue)

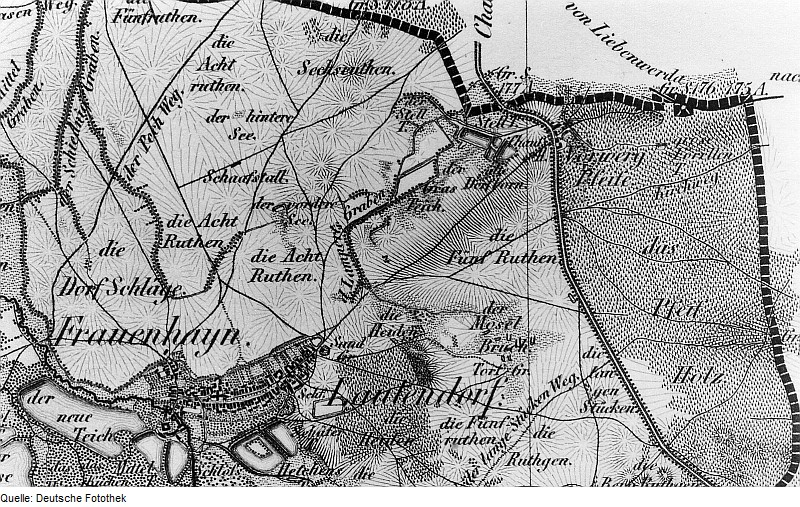
Gemarkung Frauenhain und Pfeifholz auf einer Karte von 1841/43

Frauenhain auf einer geschichtlichen Karte des Kreises Liebenwerda (1910).

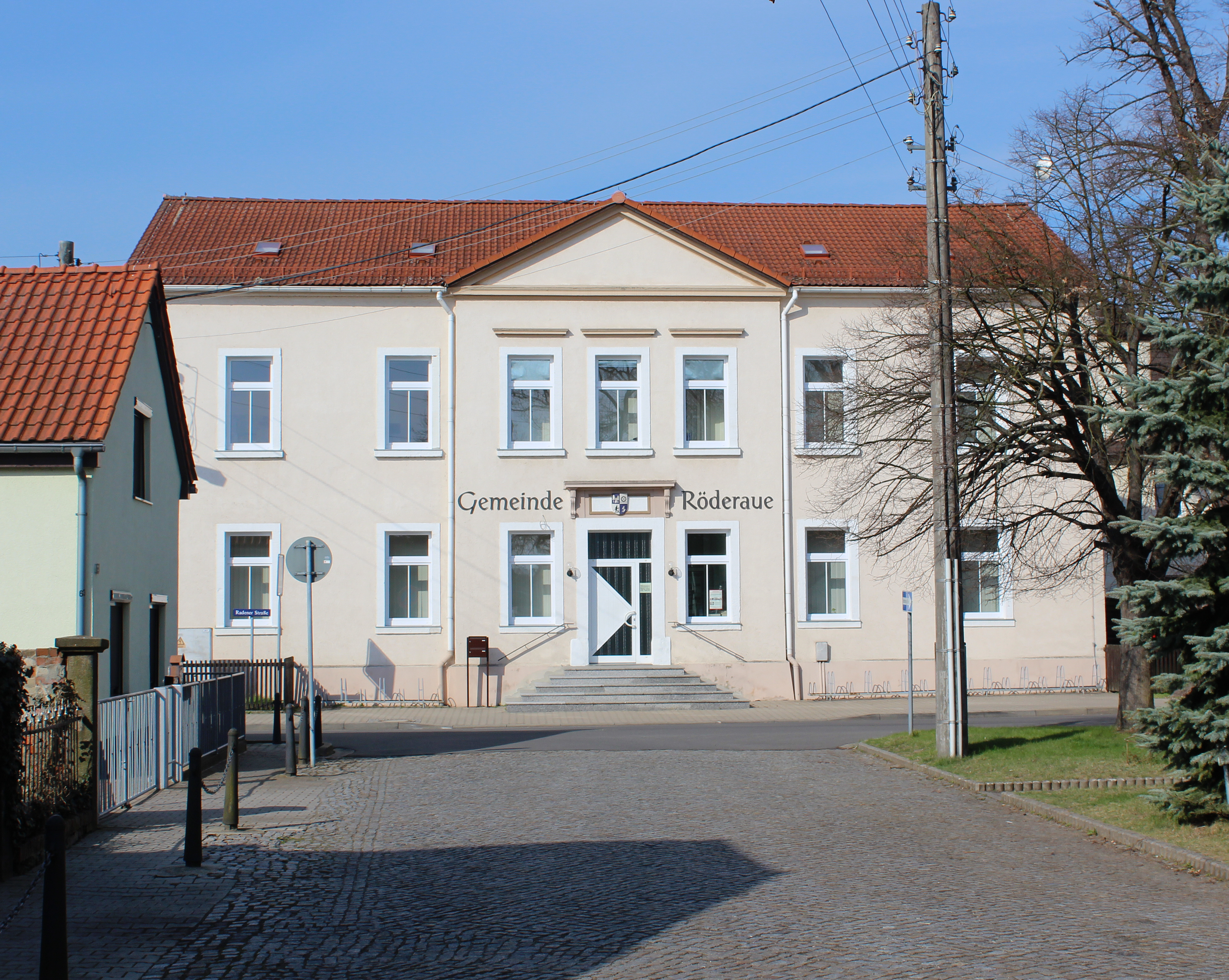
Gemeindeamt

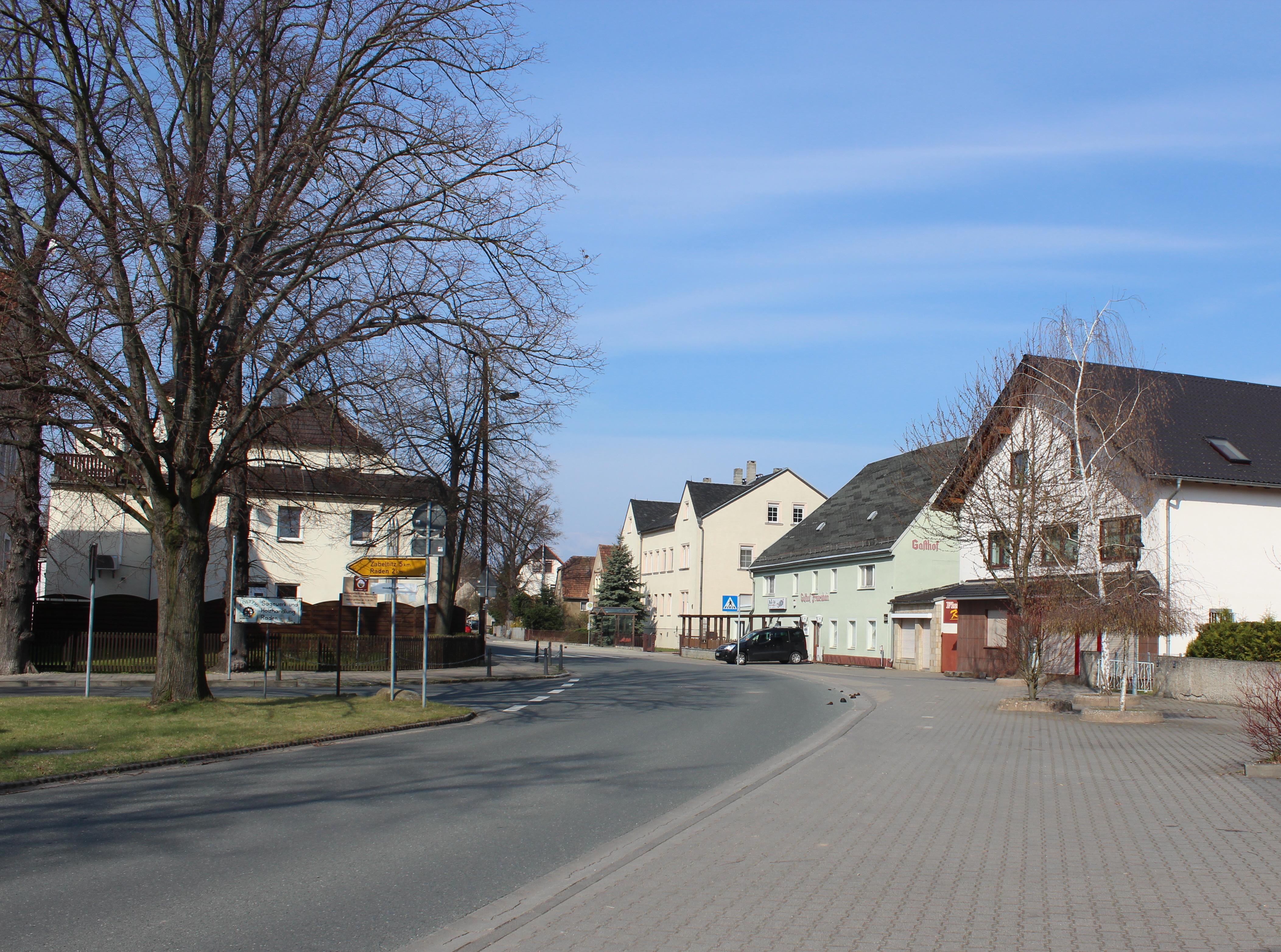
Ortsmitte

Frauenhain ist ein Ortsteil der Gemeinde Röderaue nördlich von Großenhain im nordsächsischen Landkreis Meißen. Mit seinen etwa 1200 Einwohnern ist es der Verwaltungssitz der Gemeinde.

## Geografie und Verkehrsanbindung
Frauenhain ist der größte Ortsteil Röderaues und Sitz der Gemeindeverwaltung. Der Ort ist von vielen Teichen wie dem Mittelteich, dem Schlossteich und dem Schäferteich umgeben und wird von der Großen Röder durchflossen. Durch Frauenhain führen die Staatsstraße 90 von Gröditz an die Bundesstraße 101 und die Kreisstraße 8582. Frauenhain hat einen Haltepunkt an der Bahnstrecke Berlin–Dresden, an welchem die Linie RB 31 zwischen Dresden und Elsterwerda verkehrt. In Frauenhain verkehren außerdem drei Regionalbuslinien, welche Frauenhain unter anderem mit Riesa, Gröditz und Großenhain verbinden.

## Geschichte

### Ortsgeschichte
Frauenhain wurde erstmals 1228 als villa und 1350 als castrum erwähnt. Das Straßenangerdorf auf Gewannflur hatte einen Ortsteil Lautendorf und war 1548 zum Amt Großenhain gehörig. Im Ort gab es ein Rittergut sowie eine Pfarrkirche. Das altschriftsässige Rittergut wurde 1551 genannt. Die Herrschaft übte Erb- und Obergerichtsbarkeit aus. Das Rittergut Frauenhain war das Stammhaus der Familie von Pflugk, die 1395 damit belehnt wurde und bis ins 18. Jahrhundert Frauenhain besaß. Im Jahr 1780 erwarb es der Königlich Sächsische Kammerherr von Weissenbach. Weit nach 1860 kam es im Besitz der Familie von Globig, durch Heirat der Therese von Weißenbach mit Felix von Globig. Ihr Sohn nannte sich dann mit königlich sächsischer Genehmigung Friedrich August von Globig-Weißenbach. Erbe wurde dessen Sohn Felix von Globig, respektive dessen älteste Tochter Veronika von Globig, verheiratet mit dem Generalconsul Carl Clemm von Hohenberg.
Zwischen 1856 und 1875 gehörte Frauenhain zum Gerichtsamt Großenhain, danach zur Amtshauptmannschaft Großenhain. Die Gemarkungsgröße betrug 1900 mit dem Ortsteil Lautendorf zusammen 1651 Hektar. Die Bevölkerung Frauenhains teilte sich 1925 unter anderem in 1168 evangelisch-lutherische Einwohner und drei Katholiken auf. 
1952 wurde Frauenhain als eigenständige Gemeinde Teil des aus der Amtshauptmannschaft gebildeten Kreises Riesa, der 1994 in den Landkreis Riesa-Großenhain überging. Am 1. Januar desselben Jahres schlossen sich die vier Gemeinden Frauenhain, Raden, Koselitz und Pulsen zur neuen Landgemeinde Röderaue zusammen.

### Ortsname
Im Laufe der Jahrhunderte gab es eine Reihe verschiedener Schreibweisen des Ortsnamens: 1228 „Frowenhain“, 1284 „Vrowenhain“, 1350 „Vrowenhain“, 1406 „Vrauwenhain“, 1410 „Frouwenhain“, 1495 „Frauen Hayn“, 1791 „Frauenhayn“.

### Entwicklung der Einwohnerzahl
| Jahr | Einwohnerzahl                                       |
| ---- | --------------------------------------------------- |
| 1551 | 36 besessene Mann                                   |
| 1764 | 29 besessene Mann, 7 Gärtner, 26 Häusler, 15¼ Hufen |
| 1834 | 641                                                 |
| 1871 | 870                                                 |

| Jahr | Einwohnerzahl |
| ---- | ------------- |
| 1890 | 929           |
| 1910 | 1129          |
| 1925 | 1180          |
| 1939 | 1472          |

| Jahr | Einwohnerzahl |
| ---- | ------------- |
| 1946 | 1786          |
| 1950 | 1818          |
| 1964 | 1585          |
| 1990 | 1326          |
| 2015 | ca. 1200      |

## Kultur und Sehenswürdigkeiten

### Bauwerke
- 1375 erbaute gotische Dorfkirche Frauenhain mit einem Flügelaltar aus der Zeit um 1510 und mit der ältesten Kirchturmglocke Sachsens.[5]
- Waldfriedhof, der alte Schlossfriedhof, von der Gemeinde saniert,[6] befindet sich in der Nähe des 1945 abgerissenen Rittergutes von Frauenhain.

### Regelmäßige Veranstaltungen
- 30. April: Maifeuer auf der Insel zu Frauenhain
- August: Inselrave auf der Insel zu Frauenhain
- September: Naturmarkt „Flora et Herba“ auf der Insel zu Frauenhain

## Persönlichkeiten
- Urban Gottfried Bucher (1679–1725), Arzt und Medizintheoretiker
- Paul Pohle (1869–1943), Pädagoge und Geograph